# Juan Sánchez Duque de Estrada
Juan Sánchez y Duque de Estrada (1581 - 12 de novembro de 1641) foi um prelado católico romano que serviu como bispo de Guadalajara (1636–1641), no México.

## Biografia
Juan Sánchez y Duque de Estrada nasceu em Santa Cruz de la Jara, em Espanha. No dia 21 de julho de 1636, foi nomeado pelo rei Filipe IV e confirmado pelo Papa Urbano VIII como Bispo de Guadalajara, no México. Foi instalado no bispado a 23 de setembro de 1637, onde serviu até à sua morte em 12 de novembro de 1641.